# Ambléon
Ambléon es una comuna francesa situada en el departamento de Ain, de la región de Auvernia-Ródano-Alpes. 

## Demografía
| 107 | 108 | 82 | 65 | 76 | 86 | 120 | 108 | 111 |
| Para los censos de 1962 a 1999 la población legal corresponde a la población sin duplicidades (Fuente: INSEE [Consultar]) |     |    |    |    |    |     |     |     |